# 辣薄荷
辣薄荷（学名：Mentha × piperita，又名胡椒薄荷）唇形科年生草本植物，是一種被廣泛種植的混種薄荷，原产于欧洲，可用於食物的調味料。这个薄荷品种是由绿薄荷（Mentha spicata）与水薄荷（Mentha aquatica）混種而成的.
辣薄荷最早是由瑞典生物學家卡尔·林奈（Carl von Linné）在英国采集样本时发现并命名；林奈认为此植物是一个新物种，但是现在學術界已达成共识，将辣薄荷归类于杂交植物。

## 圖片

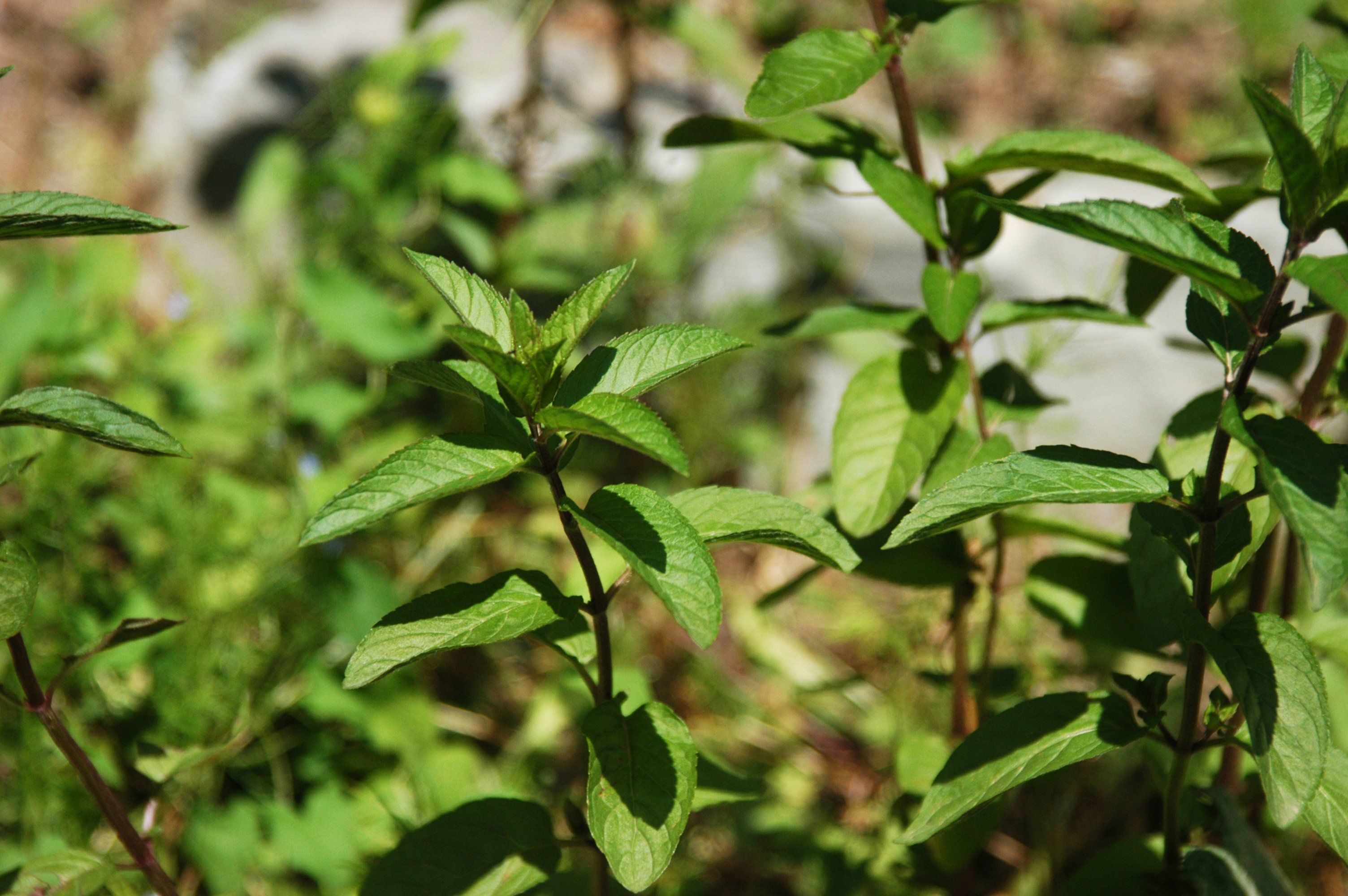
植株
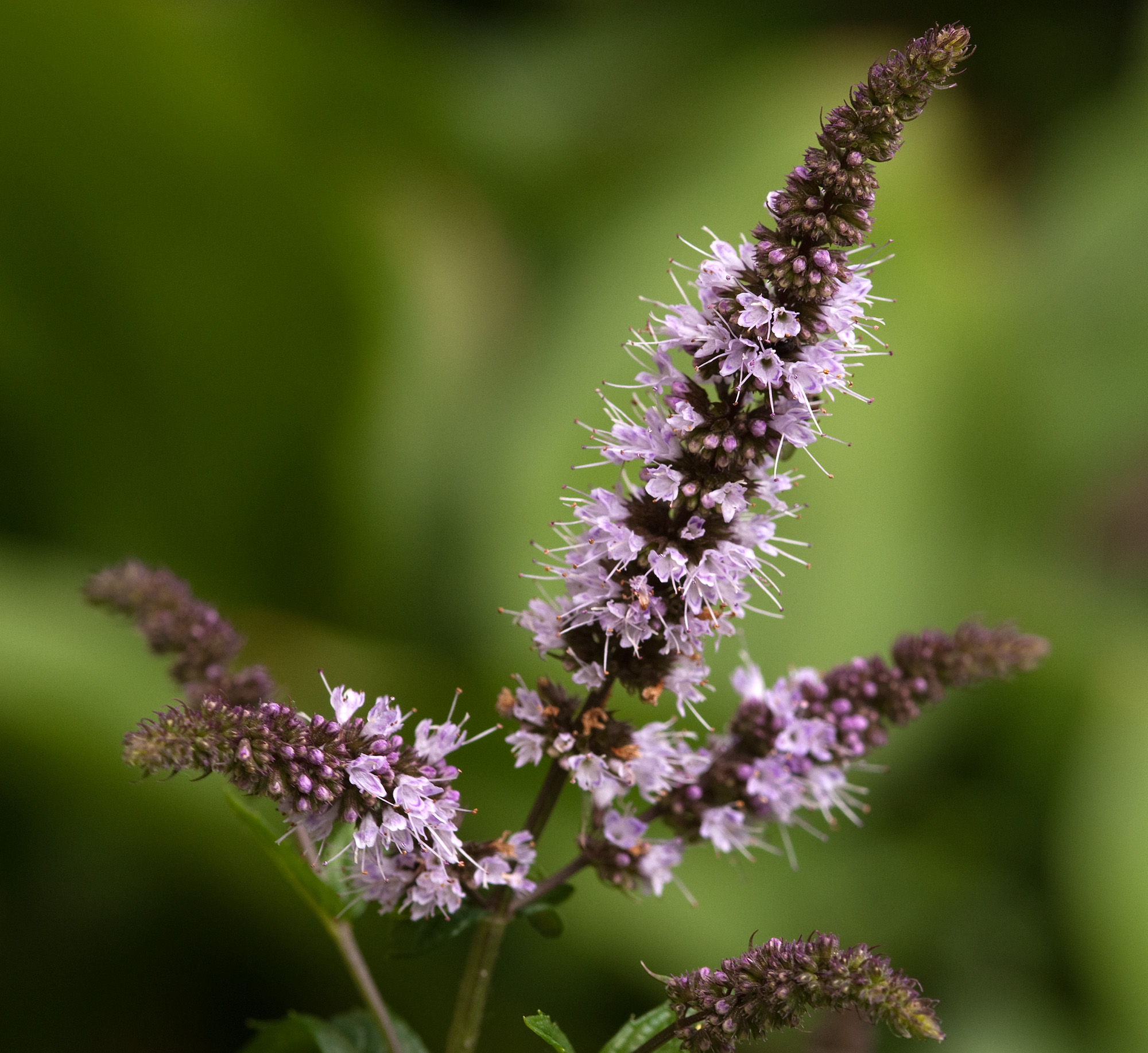
花
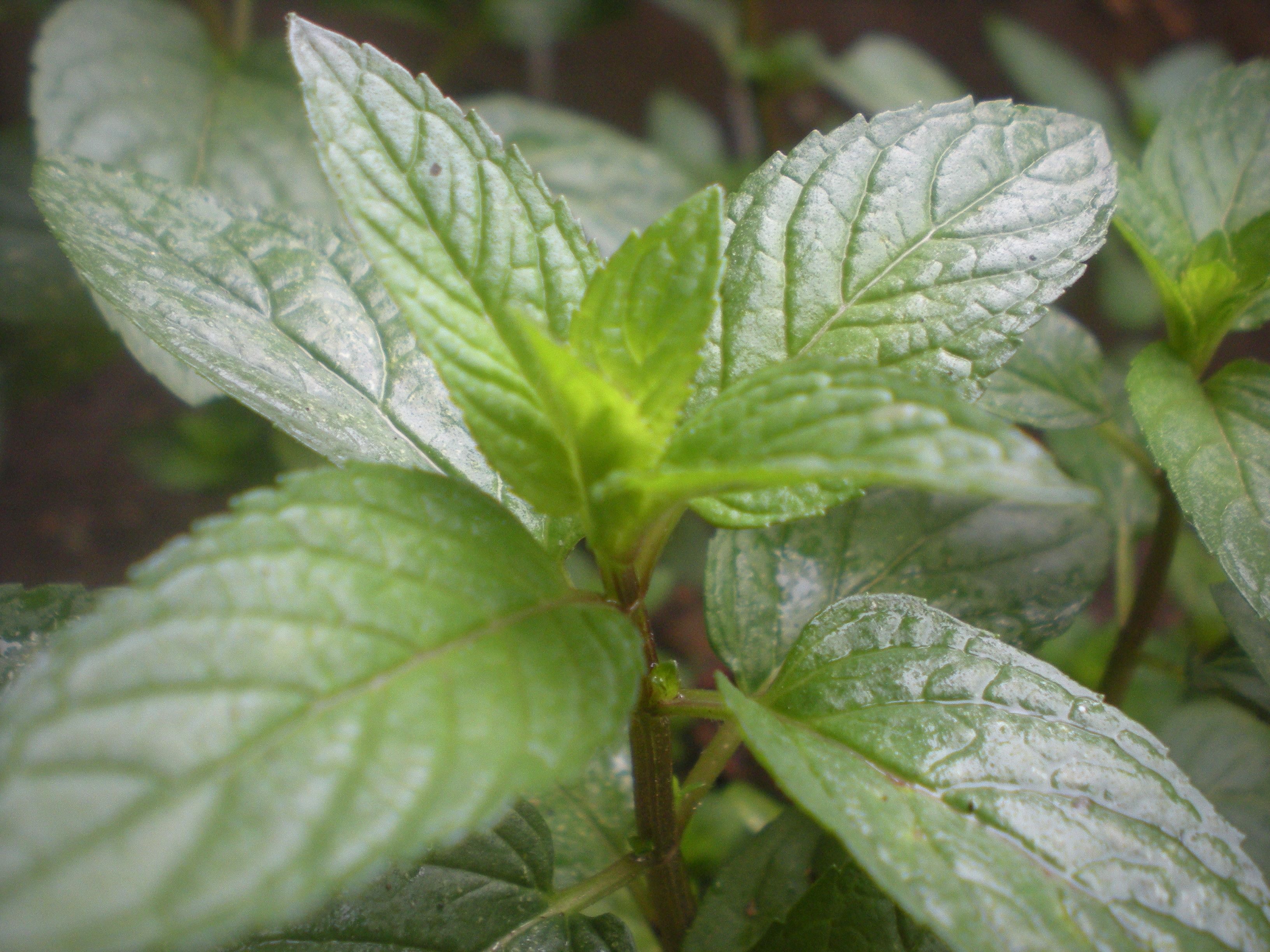
頂芽
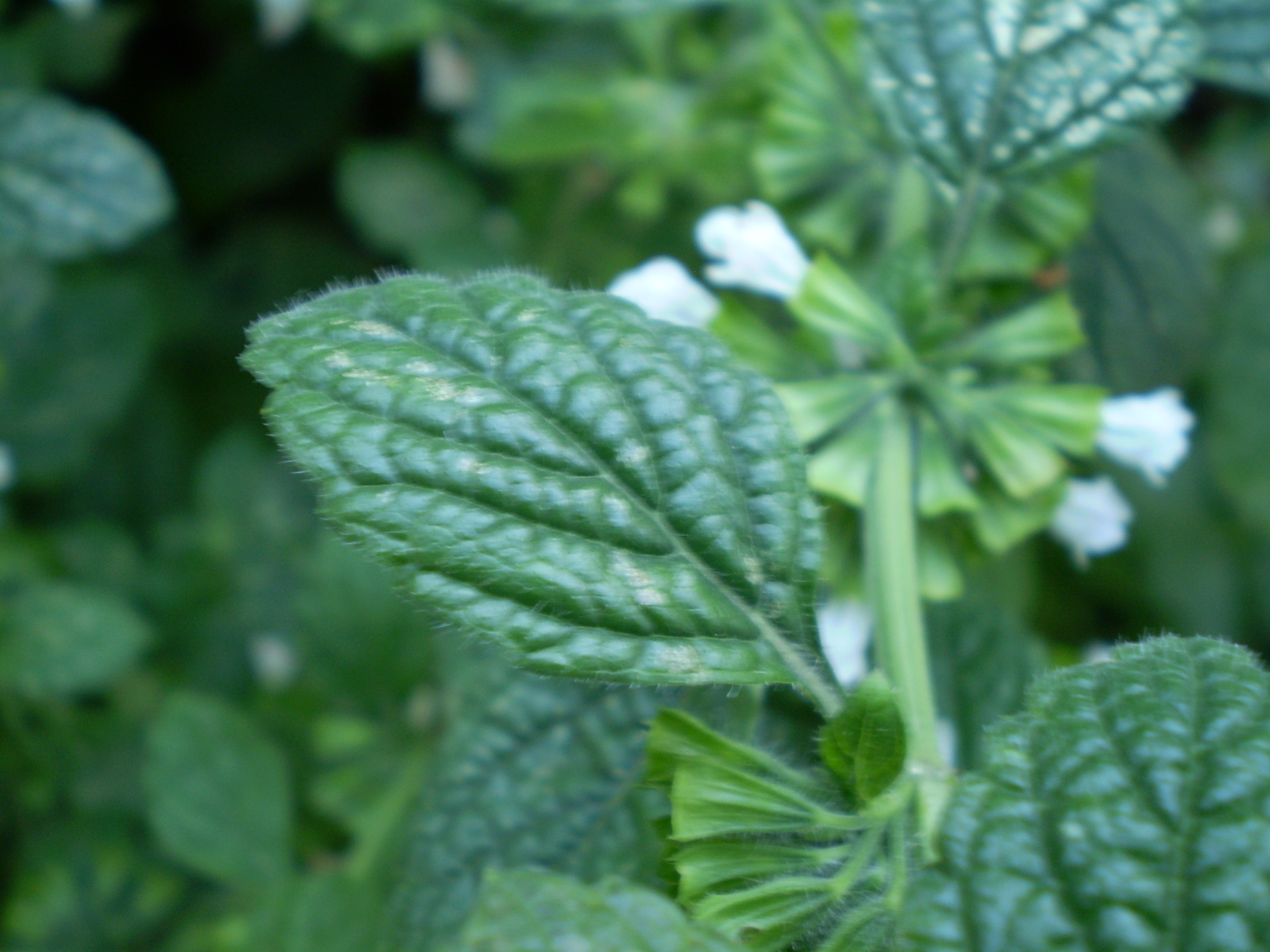
葉
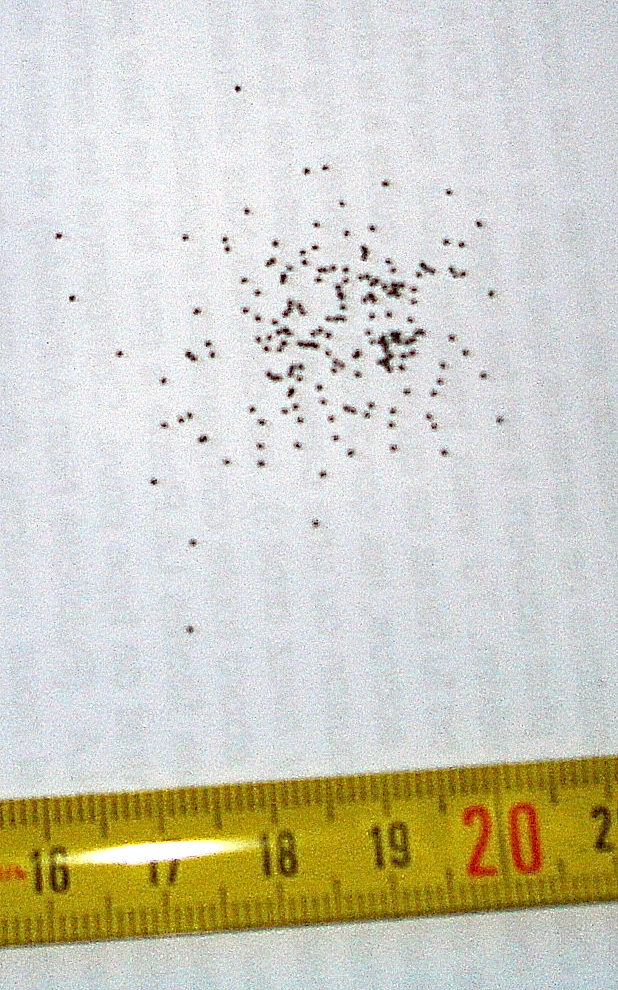
種子
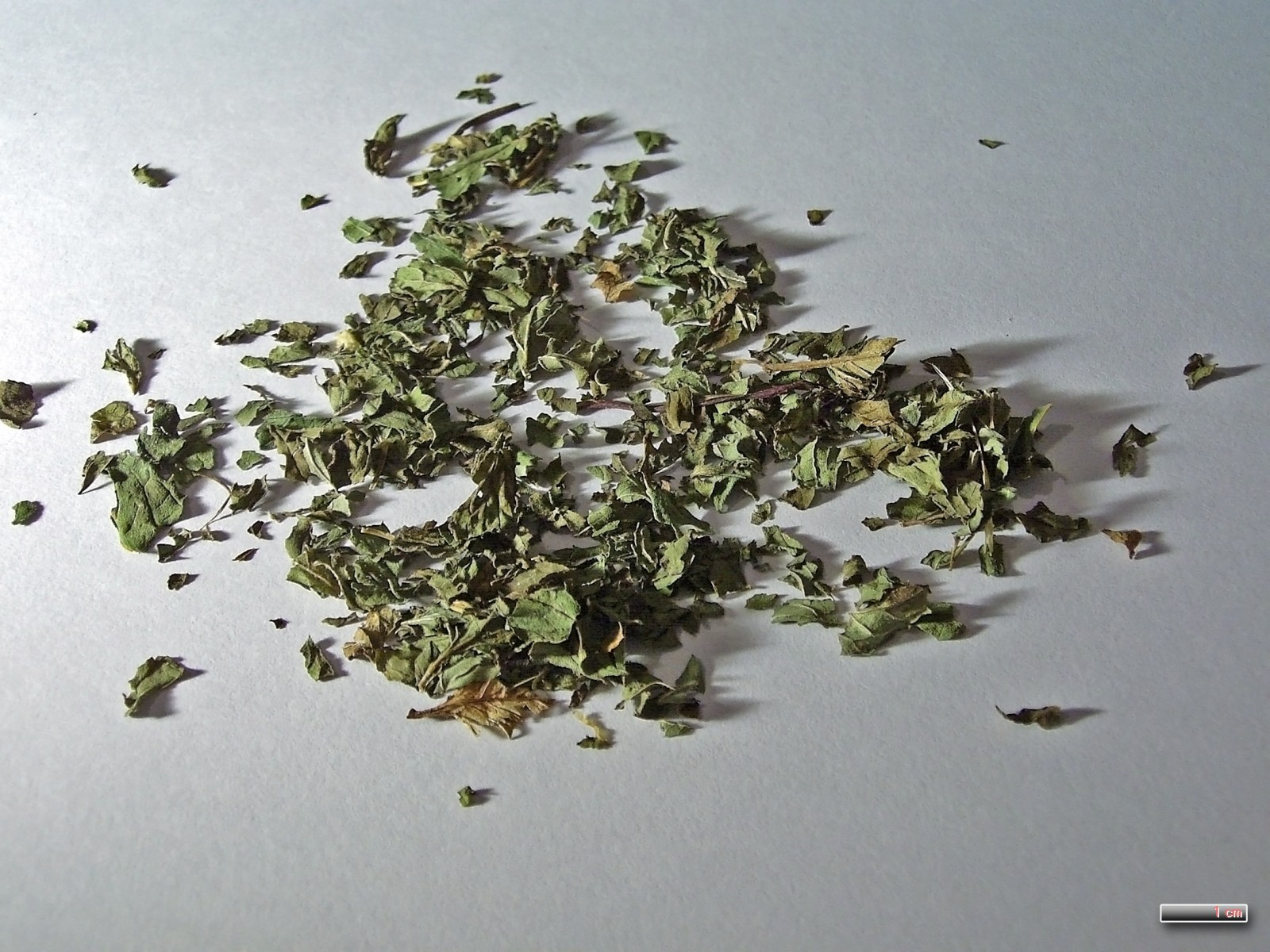
乾燥葉
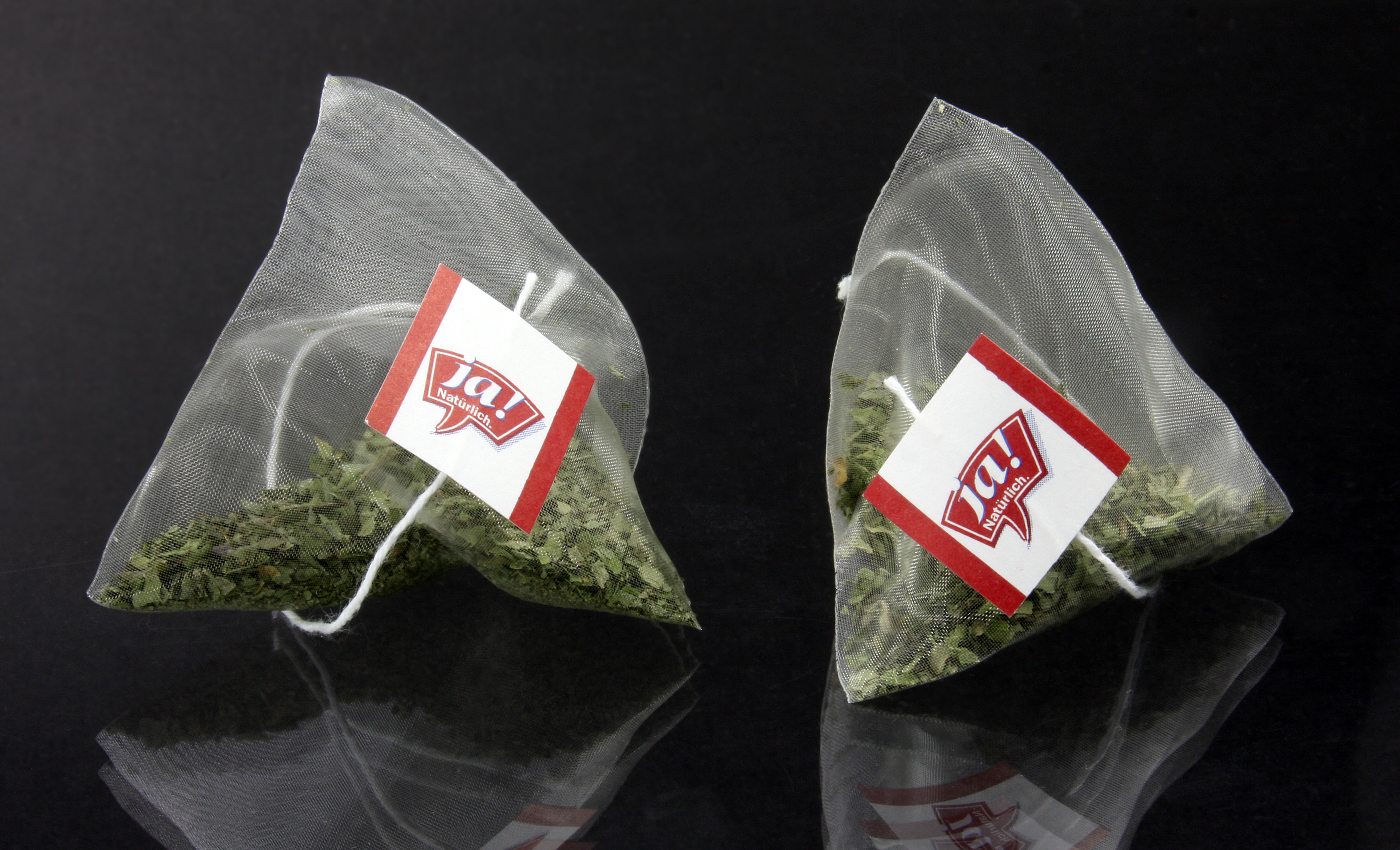
薄荷茶包